# Burg Hochjuvalt

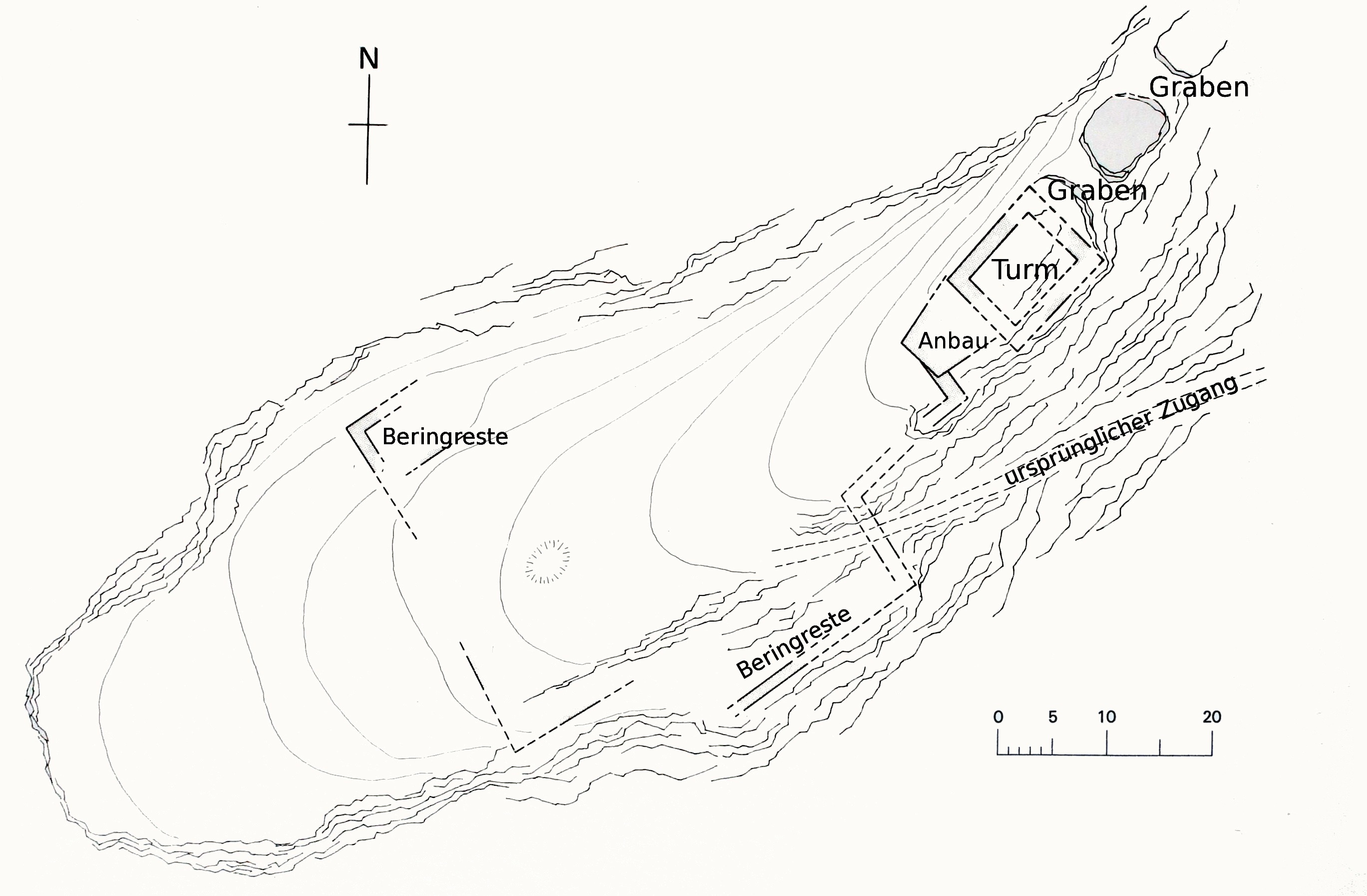
Übersichtsplan

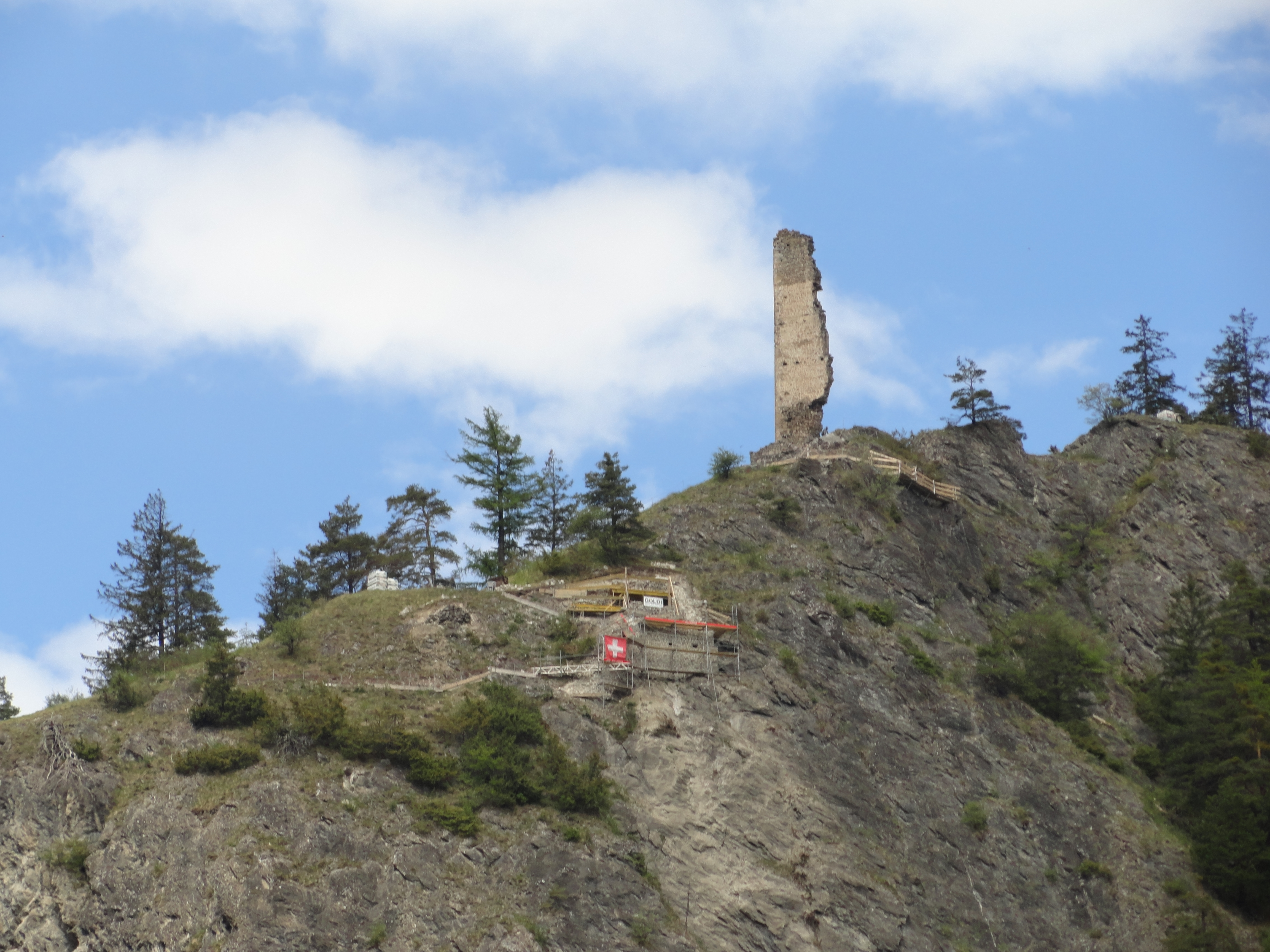
Während der Sicherungsarbeiten 2011/12

Hochjuvalt (oder einfach Juvalt, häufig fälschlicherweise auch Niederjuvalt bezeichnet) war mit der Burg Innerjuvalt eine der beiden Burgen auf dem Gebiet der Gemeinde Rothenbrunnen im schweizerischen Kanton Graubünden. Der Name leitet sich ab von ‚Jugum altum’ (= hohes Joch).

## Lage
Die Ruine der Spornburg liegt auf 805 m ü. M. gut sichtbar von weitem auf einer schmalen Felsnase etwa 200 Meter hoch über dem Hinterrhein an einem Engnis der umliegenden Anhöhen beidseits des Hinterrheins. Dieser wehrtechnisch ideale Verteidigungsstandort führte bereits im Mittelalter zur dort am Felsfuss erstellten Zollstation mit Toranlage und Abschnittmauer quer zur vorbeiführenden Reichsstrasse. Dies wurde weitergeführt mit der ebenfalls dort 1940–42 erstellten Panzersperre der Sperrstelle Rothenbrunnen im Talgrund um die mittelalterliche Zollstation herum beiderseits des Rheins und der dazu gehörenden Infanteriefestung der schweizerischen Armee oberhalb davon im Fels zwischen der mittelalterlichen Unter- und Oberburg mit Schussrichtung gegen Süden. Dort wurden während des Zweiten Weltkriegs 140 t Gold der schweizerischen Nationalbank gelagert.
Der ursprüngliche Burgweg ist verschüttet. Nach einem schweren Unfall von 2010 ist das Besteigen des sehr gefährlichen Felsrückens heute untersagt. Eine Tafel mit Bildmaterial und Plänen informiert ab Juni 2013 in der Talsperre Porta Rhaetica über die extrem gelegene Burganlage.

## Anlage
Vom einst fünfgeschossigen Bergfried der Fest Hochjuvalt hat sich nur die Westecke erhalten, mit Ecksteinen mit Kantenschlag ohne Bossen und Mauern mit Rasa-Pietra-Verputz mit Fugenstrich; auch finden sich Reste eines Glattverputzes. Der Zugang zum Turm erfolgte über den südwestlichen Turmanbau, dessen Pultdach über dem dritten Geschoss mit dem Hocheingang gut sichtbar an den Turm anschloss. An Baudetails sind zwei Scharten, ein Fenster und zwei Rauchabzüge und im Geschoss darüber ein Fenster erhalten geblieben. Auf dem höchsten Punkt der Anlage, dem schmalen Felskopf, stehen Reste eines zweiteiligen Gebäudes. Von einem jüngeren rechteckigen Gebäude auf dem südwestlichen Vorgelände sind nur noch wenige Mauerreste erhalten. Der einstige Zugang war in den Fels geschlagen und erfolgte von Nordwesten her. Die Grabung von 2012 hat die nördliche Turmecke und Reste der feindseitigen Turmwand und den südöstlichen palastartigen Turmanbau freigelegt, dessen Fundamente tief unten in der Felswand liegen.
Am Fuss des gewaltigen Felsens an der alten Talstrasse von Ulm und Bregenz nach Chiavenna und Mailand lag als Vorburg eine Strassensperre mit Zollstätte; einzelne Mauerreste und Balkenlöcher zweier Tore sind noch erhalten. Diese Anlage am Eingang des Domleschg bestand aus einem ummauerten Hof mit einem quadratischen Turm in der Südecke.
Bei der Gesamtsicherung von 2010 bis 2011 wurden die grossen Breschen im Mauerwerk geschlossen und das Rheintörlein aufgrund der zahlreichen Befunde in den Originalmassen rekonstruiert. Schwellenhöhe und Sperrbalkenmasse erlaubten eine Rekonstruktion der bergseitigen Torwange, die nun auch als Stützwerk des stark ausgebrochenen Berings dient.

## Geschichte

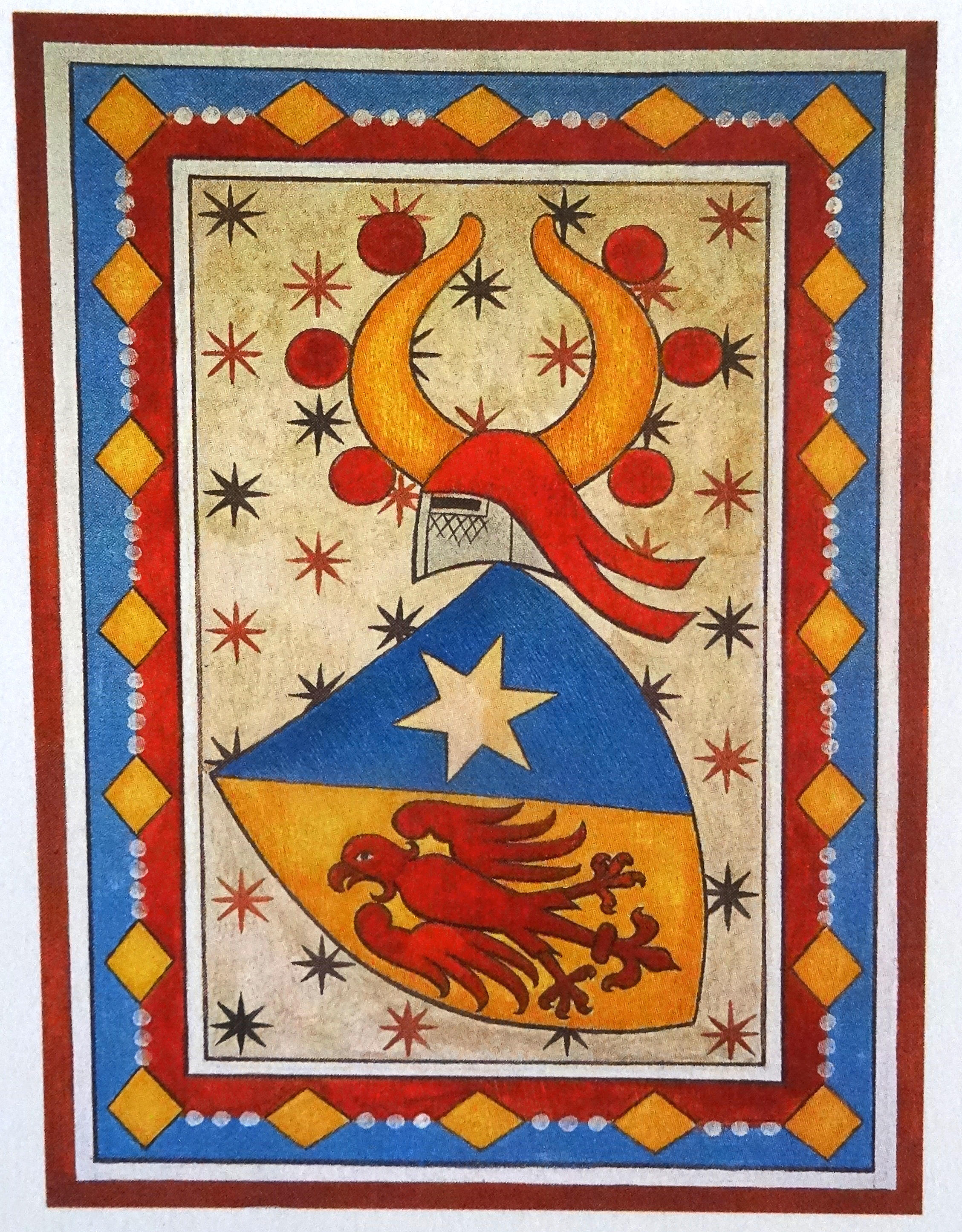
Wappen der Herren von Juvalt

Hochjuvalt gilt als die ältere der beiden Burgen Rothenburgs und wurde wohl im 12. Jahrhundert als Sitz der Herren von Juvalt errichtet. (Diese sind nicht mit den Familien Juvalta aus Bergün und Zuoz zu verwechseln.) Einige Mitglieder der Familie von Juvalt standen nach anfänglicher Unabhängigkeit im Dienst des Bischofs von Chur als Ministerialen, Vizdume im Domleschg (Sigfried II., Sigfried III., Albrecht II., Eglolf II., sein Bruder Friedrich und sein Sohn Rudolf I.), als Richter des Pfalzgerichts zu Chur (Eglolf II. und Friedrich). Andere lebten als friie auf ihren Burgen (Eglof I., Albrecht V., Rudolf II. und ihre Brüder und Schwestern. Die Familie und wurde erstmals um 1123 und später im Jahr 1149 genannt, war zu dieser Zeit aber schon breit verzweigt (Linie der kaiserlichen Richter Ulrich (-1170-1237) und seiner Söhne Heinrich II. (-1194-1232-) und Friedrich (-1208-1253-). Im 1149 ging es um einen Rechtsstreit der Kirche von Chur mit denen von Castrisch (von Belmont) um die Leibeigene Guta von Zizers, bei dem Siegfried von Juvalt (-1123 † 22. Februar 1159) und seine Söhne Albrecht I. (†1150) und Sigfried II. (1149-1231-) als boni viri auftraten.
In den folgenden Jahrhunderten erscheinen die Herren von Juvalt noch mehrere Male in den Urkunden. So waren zum Beispiel 1219 beim Friedensvertrag zwischen dem Churer Bischof und den Stadtstaat Como ein Ulrich von Juvalt (-1170-1237 quondam 1252) und seine Söhne Heinrich II. und Friedrich als kaiserliche Richter zugegen. Im 1242–43 wurde Domherr Ulrich von Juvalt( -1237 †1255) zum Dompropst. 1342 stritten sich die beiden Brüder Albert V. und Bartholomäus von Juvalt und ein fünfköpfiges Schiedsgericht beschloss, dass die Burg „mit Lüt und Gütern dem Albertus gehöre, dem Bartholomäus aber die Zehnte und die Gülten“. Bei einer Erbteilung erhielt Eglolf II. von Juvalt 1372 „die vesti genannt Jufalt“ Friedrich erhielt ein Drittel aller herrschaftlichen Güter.
Das Allodialgut Hochjuvalt wurde von Eglolf I. von Juvalt (1257-1311 †<1337) den Rittern und bischöflichen Ministerialen von Rietberg verkauft oder verpfändet. Davon zeugt ein Brief von 1340, in dem Albrecht V. und sein Bruder Berchtram, Söhne des seligen Eglolfs I. von Juvalt, den Fürstbischof von Chur dafür bitten, den Kaufvertrag zu bestätigen. Johann von Rietberg, gestorben am 5. September 1349, schenkte, obwohl er von seiner Gattin Berchta von Rhäzüns einen Sohn bekommen hatte, all seine Lehen und Güter, seine Burg Rietberg und die Feste Hochjuvalt seinen Onkeln von Landenberg; vielleicht um zu verhindern, dass sie in die Hände seines Schwiegervaters Heinrich Brun von Rhäzüns fielen. 1352 verzichteten die Landenberg zu Gunsten des Bischofs von Chur für 3500 Gulden auf die Burg Hochjuvalt.
1423 wurde die Burg Hochjuvalt dem Uoli Faltzüllen, genannt Frizschilg, welcher mit Barbara von Juvalt verheiratet war (einer Schwester des Rudolf I.) verpfändet und zwar wegen den hohen Kosten, die er, als Ritter und Burgherr, bei der Verteidigung der Churer Burg gegen die Herren von Matsch erlitten hatte. Möglicherweise wurden er und seine Frau während der Schamser Fehde 1451, als "die puuren" die Feste gründlich zerstörten, massakriert.
Nach dem Tod des letzten Friien von Juvalt, Rudolf II., ohne Manneserben (gest. vor 1456), verkauften seine Töchter Ursula und Barbara und seine Witwe Elsine (Elisabeth), geborene von Heidelberg, Burg und Herrschaft, die indere Juvalt, für 500 Gulden dem Pedrutt von Wannis, Ehemann der Ursula von Juvalt, der älteren Tochter des Rudolfs II.
Im 15. Jahrhundert wechselte die Burg als Pfandobjekt mehrere Male den Besitzer. Sie wurde Eberhard Ringg von Baldenstein, dann der Sophia Sarganserin, einer Tochter des Rudolfs, eines Bastarden des Grafen Georg von Werdenberg-Sargans auf Ortenstein, und Gattin des Ritters Marti[n] von Capol "zem rothen brunnen"  verliehen. Die Burgen Hoch-Ortenstein, Alt-Süns, Neu-Süns, Rietberg und andere – nicht aber die indere Juvalt – wurden von den „thumben puuren“ während der Schamserfehde 1451 geplündert, verbrannt und abgetragen. Die Bauuntersuchung von 2012 weist zwar im Turm und im gefundenen Saalhaus einen Brand nach, für einen Burgenbruch durch Untergraben, wie etwa auf Alt-Süns und Neu-Süns gibt es aber keine Indizien. Die Holzalterbestimmung an zwei Balken des Turmes weist 1216 als Baujahr aus, also zur Zeit der Ministerialen Sigfried II. (1149–1239) und Albrecht II. (1228–39, 1251). Der Turm trug im obersten Geschoss auf zwei Seiten auskragende Wehrlauben, die mit hoher Wahrscheinlichkeit auf allen vier Turmseiten bestanden, von Eberhard Ringg von Baldenstain erbaut (Burgenbuch). Um 1550 wurde die Hochjuvalt von Ulrich Campell als Ruine erwähnt.
Durch die Eigentümerin, die Kulturinstitution Pro Castellis wurde 2010–2013 Burg und Vorburg aufwändig gesichert.

## Galerie

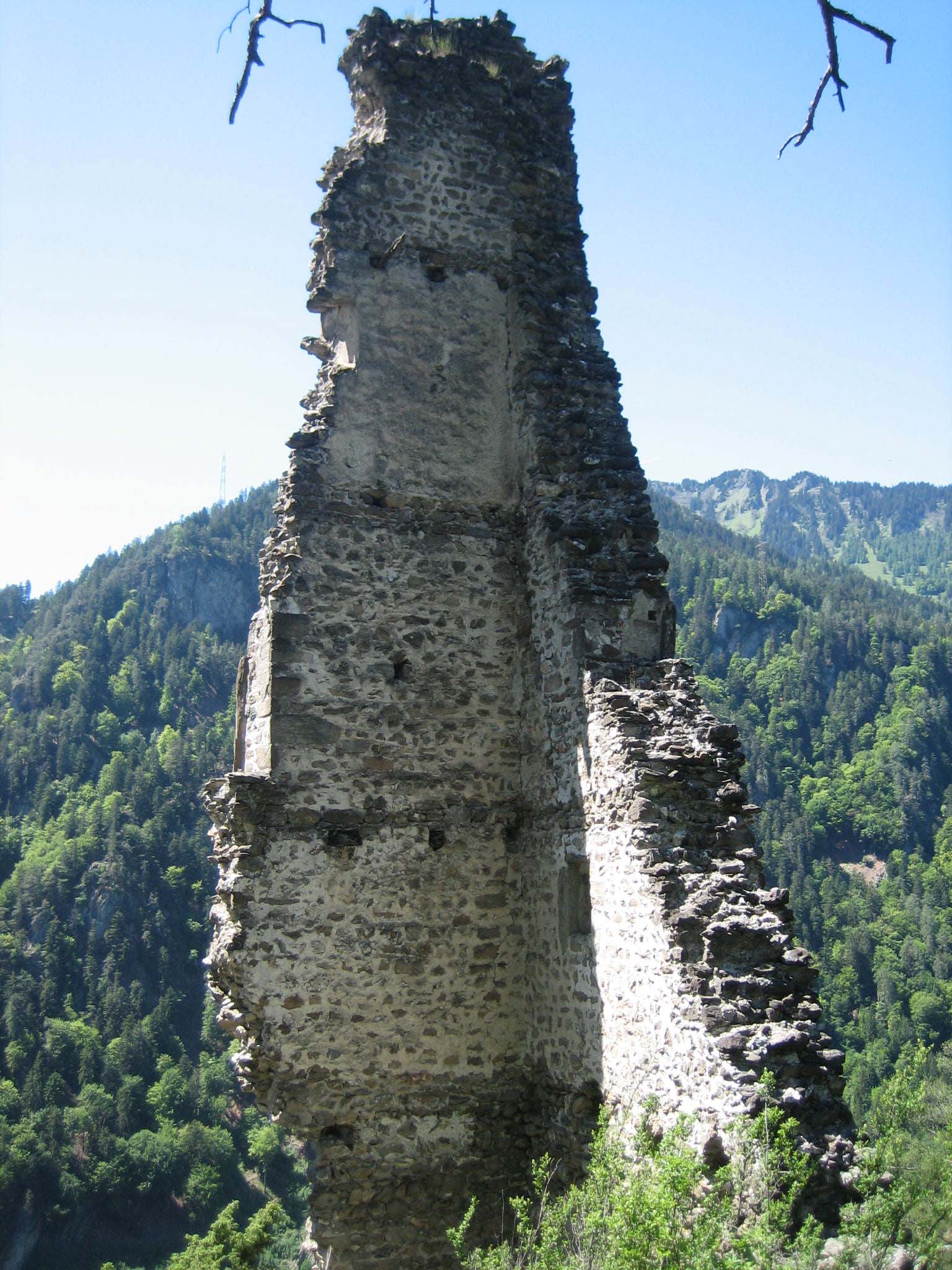
Mauerrest von Nordwesten
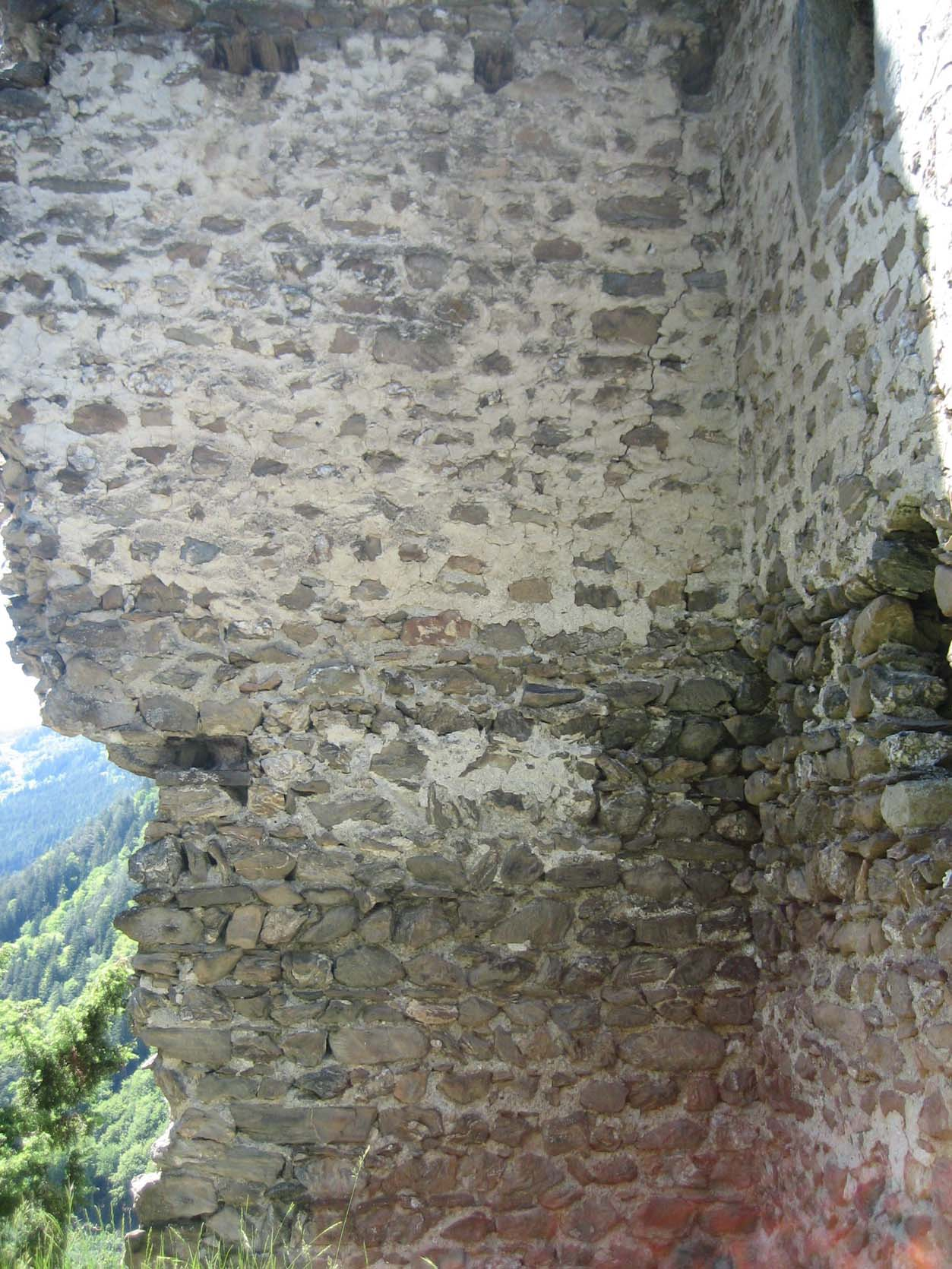
Mauer
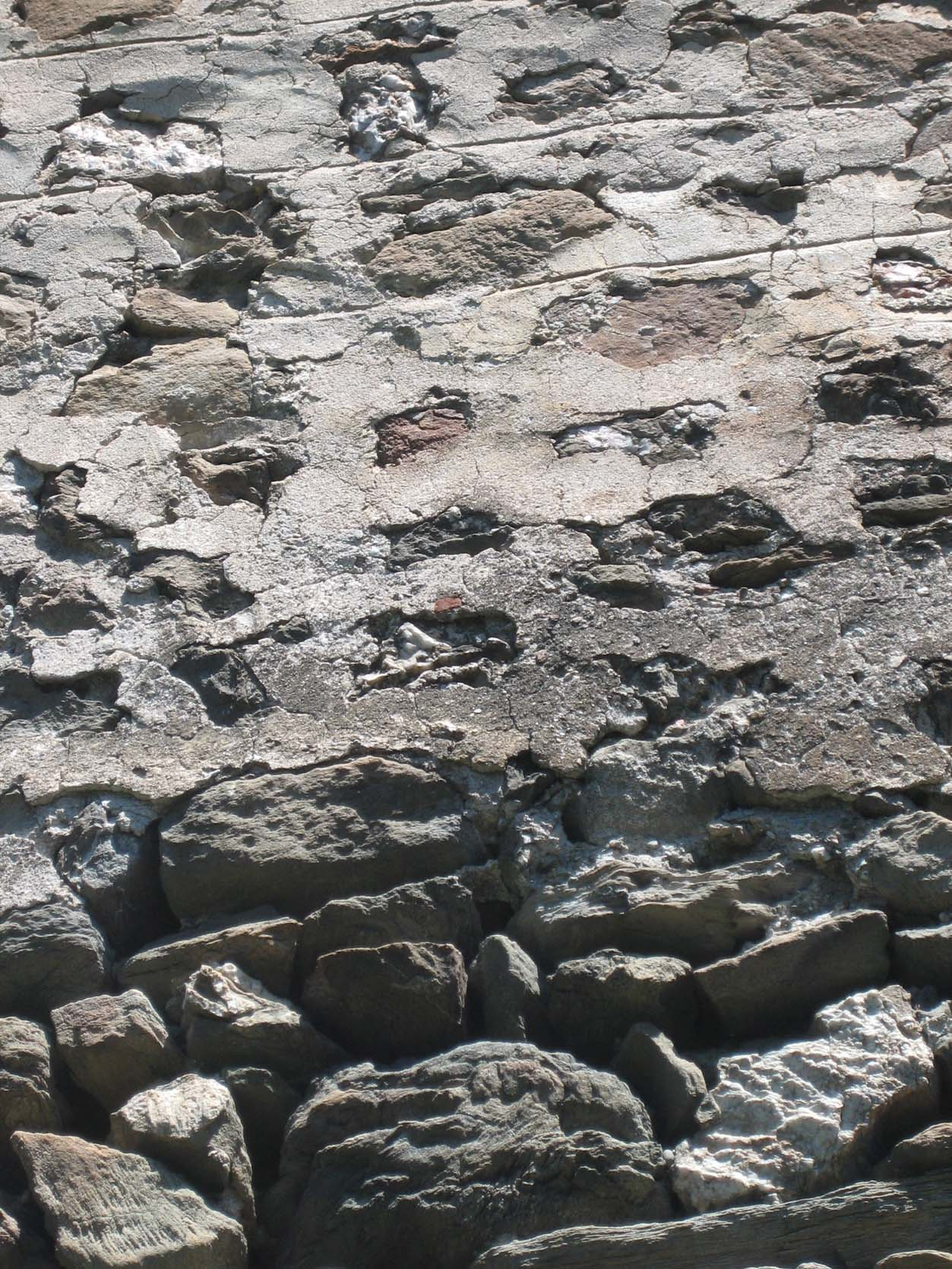
Detail der Mauer
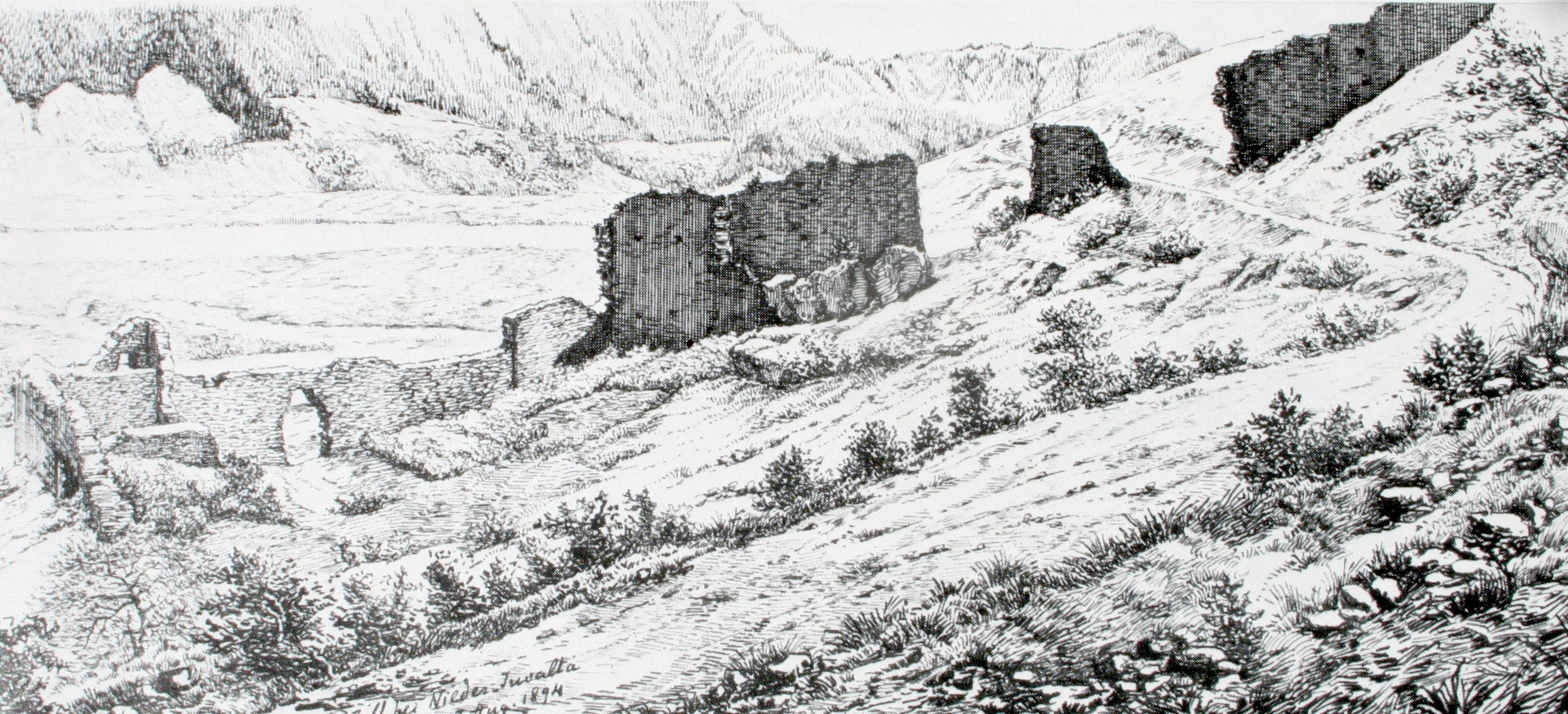
Zeichnung der Vorburg nach Johann Rudolf Rahn, 1894
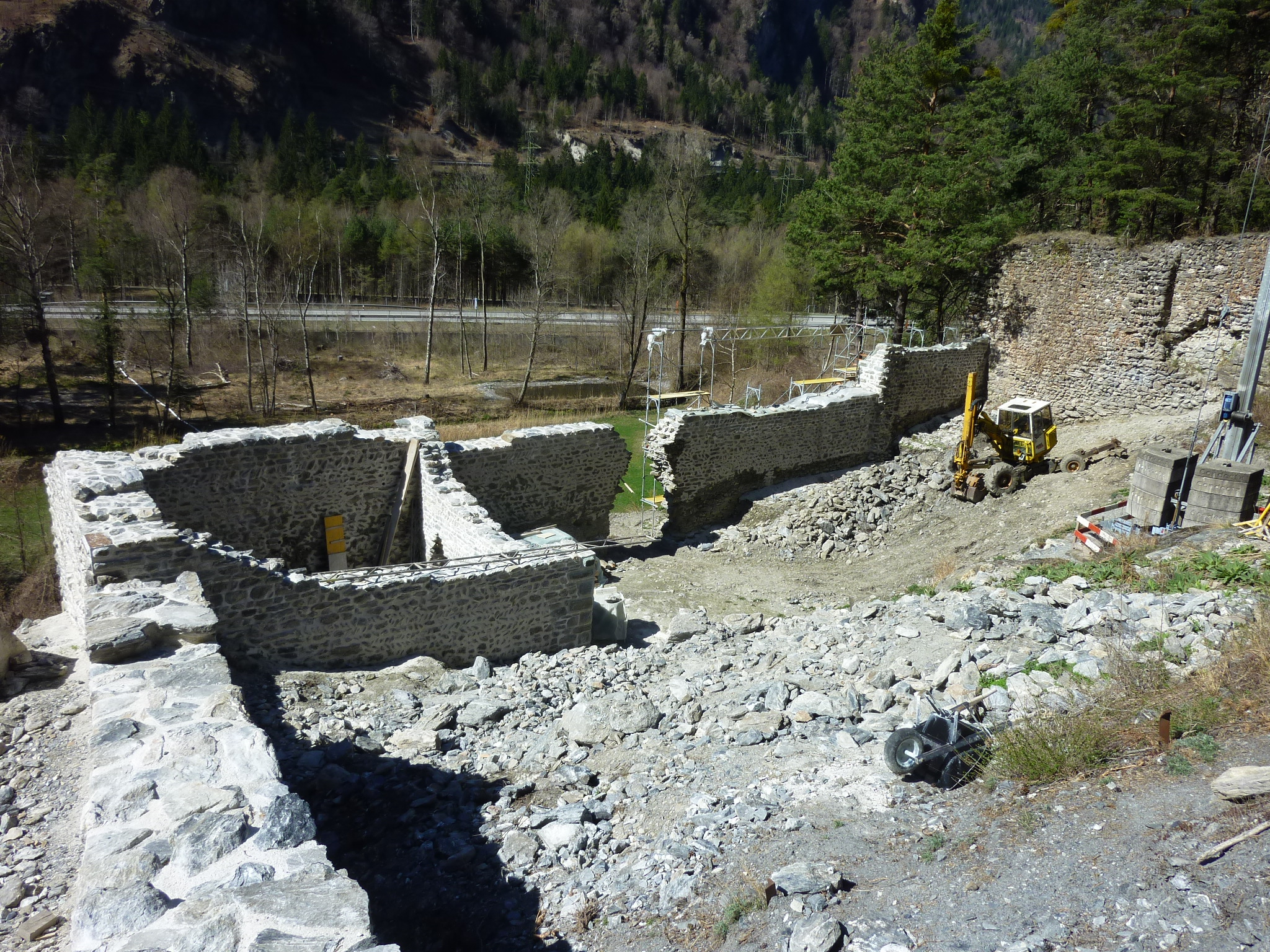
Restauration der Vorburg